# Robert Pagès
Robert Pagès (ur. 25 sierpnia 1919, zm. 25 lipca 2007) – francuski psycholog, uczeń Georges'a Canguilhem'a.
Był człowiekiem lewicy i członkiem ruchu oporu, wykładał w CNRS. Stworzył Laboratorium Psychologii Społecznej.